# Si tu vas al cel
Si tu vas al cel és una popular cançó infantil típica d'arreu dels Països Catalans que se sol ensenyar a l'escola als infants.
La cançó consisteix en una estrofa la qual és repetida en diversos idiomes al principi (generalment: català, castellà, francès i anglès) i després continua amb unes estrofes d'estructura idèntica en català en què es parodien altres idiomes emprant paraules sense sentit o no que fan que sonin com l'idioma parodiat. Els idiomes imitats poden variar en ordre i nombre depenent de la versió. Els més parodiats són: l'alemany, l'àrab, el rus i l'anglès; però n'hi ha de versions en què s'imita l'holandès, el xinès mandarí, el japonès, etc.
La cançó ha estat versionada per diferents grups i ha estat emesa per televisió en programes infantils.

## Lletra
Si tu vas al cel / amb patinet, / fes-m'hi un bon lloc, / que hi pujo jo. / Airí, airó. / Airí, airó.
Si al cielo vas, / patinando, / hazme un lugar, / que subo yo. / Airí, airó. / Airí, airó.
Si tu vas au cel, / en patinant, / fais un petit trou / que je monte là. / Airí, airó. / Airí, airó.
If you go to heaven / by skateboard, / take a place for me. / I'm coming up. / Airí, airó./ Airí, airó.